# سیارک ۵۵۱۱
سیارک ۵۵۱۱ (به انگلیسی: 5511 Cloanthus، نامگذاری:1988TH1) پنج هزار و پانصد و یازدهمین سیارک کشف شده‌است که در ۸ اکتبر ۱۹۸۸ کشف شد.
قدر مطلق سیارک برابر ۹٫۶۰ است.